# دعفوص قاتم
الدُّعفوص القاتم أو غَلَغُو قاتم نوعٌ من الرئيسيات في جنس الدعفوص من فصيلة الغلغوات. موطنها أفريقيا الوسطى الاستوائية، توجد في الغابات في بوروندي ورواندا وجمهورية الكونغو الديمقراطية وأوغندا. هذا النوع صغير وذيل طويل، وله أسلوب حياة شجري ليلي قارت.